# Abdulfattah Adam
Abdulfattah Mohammed Adam (in arabo عبد الفتاح محمد آدم‎?; Medina, 1º gennaio 1995) è un calciatore saudita, attaccante dell'Al-Taawoun.

## Statistiche

### Cronologia presenze e reti in nazionale
| Cronologia completa delle presenze e delle reti in nazionale ― Arabia Saudita | Cronologia completa delle presenze e delle reti in nazionale ― Arabia Saudita | Cronologia completa delle presenze e delle reti in nazionale ― Arabia Saudita | Cronologia completa delle presenze e delle reti in nazionale ― Arabia Saudita | Cronologia completa delle presenze e delle reti in nazionale ― Arabia Saudita | Cronologia completa delle presenze e delle reti in nazionale ― Arabia Saudita | Cronologia completa delle presenze e delle reti in nazionale ― Arabia Saudita | Cronologia completa delle presenze e delle reti in nazionale ― Arabia Saudita |
| Data                                                                          | Città                                                                         | In casa                                                                       | Risultato                                                                     | Ospiti                                                                        | Competizione                                                                  | Reti                                                                          | Note                                                                          |
| ----------------------------------------------------------------------------- | ----------------------------------------------------------------------------- | ----------------------------------------------------------------------------- | ----------------------------------------------------------------------------- | ----------------------------------------------------------------------------- | ----------------------------------------------------------------------------- | ----------------------------------------------------------------------------- | ----------------------------------------------------------------------------- |
| 15-10-2018                                                                    | Riad                                                                          | Arabia Saudita                                                                | 1 – 1                                                                         | Iraq                                                                          | Amichevole                                                                    | -                                                                             | 56’                                                                           |
| 21-3-2019                                                                     | Abu Dhabi                                                                     | Emirati Arabi Uniti                                                           | 2 – 1                                                                         | Arabia Saudita                                                                | Amichevole                                                                    | 1                                                                             | 72’                                                                           |
| 25-3-2019                                                                     | Riad                                                                          | Arabia Saudita                                                                | 3 – 2                                                                         | Guinea Equatoriale                                                            | Amichevole                                                                    | 1                                                                             | 38’                                                                           |
| 10-8-2019                                                                     | Erbil                                                                         | Giordania                                                                     | 3 – 0                                                                         | Arabia Saudita                                                                | WAFF Championship 2019 - 1º turno                                             | -                                                                             | 75’                                                                           |
| Totale                                                                        |                                                                               | Presenze                                                                      | 4                                                                             |                                                                               | Reti                                                                          | 2                                                                             |                                                                               |

## Palmarès

### Club

#### Competizioni nazionali
- Coppa del Re dei Campioni: 1

Al-Taawoun: 2019
- Supercoppa saudita: 1

Al-Nassr: 2019

#### Competizioni internazionali
- Coppa dei Campioni araba per club: 1

Al-Nassr: 2023

### Individuale
- Capocannoniere della Coppa del Re dei Campioni: 1

2022-2023 (3 gol)